# Marquardt (Familienname)
Marquardt ist ein Familienname.

## Namensträger

### A
- Andreas Marquardt (* 1956), deutscher Kampfsportler und Zuhälter
- Andreas Marquardt (Jurist) (* 1962), deutscher Jurist und Präsident des Bundesamtes für Güterverkehr
- Angela Marquardt (* 1971), deutsche Politikerin (PDS, später SPD), MdB
- Anja Marquardt, deutsche Regisseurin und Drehbuchautorin
- Annelie Marquardt (* 1947), deutsche Juristin und ehemalige Richterin am Bundesarbeitsgericht
- August Adolph Bruno Marquardt (1878–1916), deutscher Maler und Pionier der Farbfotografie
- Axel Marquardt (1943–2011), deutscher Schriftsteller

### B
- Bernd Marquardt (* 1966), deutscher Rechtswissenschaftler und Hochschullehrer
- Björn Marquardt (* 1972 oder 1973), deutscher Basketballspieler
- Bridget Marquardt (* 1973), US-amerikanisches Model und Schauspielerin
- Bruno Marquardt (1904–1981), deutscher Maler in Positano

### C
- Carl Marquardt (1860–1916), deutscher Autor und Völkerschaubetreiber
- Carsten Marquardt (* 1967), deutscher Fußballspieler
- Christiane Marquardt (* 1958), deutsche Leichtathletin
- Christoph Marquardt (* 1967), deutscher Diplom-Ingenieur und Verkehrsplaner
- Cory Marquardt (* 1989), Künstlername Cory Marks, kanadischer Rock- und Countrysänger

### D
- Darcy Marquardt (* 1979), kanadische Ruderin
- Donald Marquardt (1929–1997), US-amerikanischer Mathematiker (Levenberg-Marquardt-Algorithmus, siehe Methode der kleinsten Quadrate)

### E
- Eduard von Marquardt (1801–1889), preußischer Generalmajor
- Emil Marquardt (1879–1953), deutscher Oberamtmann und Regierungsdirektor
- Erik Marquardt (* 1987), deutscher Politiker (Bündnis 90/Die Grünen)
- Ernst Marquardt (Historiker) (1885–1963/1964), deutscher Offizier, Kaufmann und Historiker
- Ernst A. Marquardt (General) (1897–1980), deutscher General-Ingenieur, Luftwaffe
- Ernst Marquardt (Mediziner) (1924–2016), deutscher Orthopäde
- Erwin Marquardt (Wasserbauingenieur) (1889–1955), deutscher Wasserbauingenieur
- Erwin Marquardt (Pädagoge) (1890–1951), deutscher Pädagoge und Bildungspolitiker
- Ewald Marquardt (1931–2022), deutscher Elektrotechniker, Unternehmer und Stiftungsgründer

### F
- Friedrich Marquardt (1909–2007), deutscher Politiker (SPD), MdL Nordrhein-Westfalen
- Friedrich-Wilhelm Marquardt (1928–2002), deutscher evangelischer Theologe
- Fritz Marquardt (Schausteller) (* 1862), deutscher Völkerschaubetreiber und Polizist
- Fritz Marquardt (1928–2014), deutscher Theaterregisseur und Schauspieler

### G
- Generosus Marquardt (1896–1965), deutscher römisch-katholischer Theologe
- Gerhard Marquardt (Gerechter unter den Völkern) (1904–1983), deutscher Gerechter unter den Völkern
- Gerhard Marquardt (Fußballspieler) (* 1935), deutscher Fußballspieler

### H
- Hans Marquardt (Verleger) (1920–2004), deutscher Verleger
- Hans Marquardt (Musiker) (* 1951), deutscher Musiker
- Hans Ferdinand Marquardt (1910–2009), deutscher Biologe, Botaniker und Forstwissenschaftler
- Hans-Georg Marquardt (1927–2013), deutscher Politiker (SPD)
- Hans-Jochen Marquardt (* 1953), deutscher Germanist sowie Museumsdirektor und Kulturpolitiker
- Harald Marquardt (* 1953), deutscher Fußballtorwart
- Hedwig Marquardt (1884–1969), deutsche Malerin
- Helmut Marquardt (* 1937), deutscher Rechtswissenschaftler
- Hermann Friedrich Marquardt, (1863–1944), deutscher Professor für Chemie
- Horst Marquardt (1929–2020), deutscher Theologe, Journalist und Autor
- Hülya Marquardt (* 1983), deutsche Autorin, Unternehmerin, Model und Influencerin

### I
- Irene Marquardt (1943–2023), deutsche Bildhauerin
- Iris Marquardt, Diplom-Ingenieurin auf dem Fachgebiet des Bauingenieurwesens und Hochschullehrerin

### J
- Jakob Marquardt (1928–2007), deutscher Unternehmer
- Jens Marquardt (* 1967), deutscher Motorsportfunktionär
- Joachim Marquardt (1812–1882), deutscher Gymnasiallehrer und Althistoriker
- Johannes Marquardt (1888–1945), deutscher römisch-katholischer Geistlicher und Märtyrer
- Jörg-Werner Marquardt (* 1950), deutscher Diplomat
- Jürgen Marquardt (1936–2019), deutscher Hochschullehrer, Institutsleiter für Hochfrequenztechnik und Autor

### K
- Karl Heinz Marquardt (* 1927), deutsch-australischer Schiffsmodellbauer und Zeichner
- Karl-Otto Marquardt (1937–2016), deutscher Fußballspieler
- Klaus Marquardt (Manager) (1926–2023), deutscher Wirtschaftsmanager
- Klaus Marquardt (Fußballspieler) (* 1941), deutscher Fußballspieler
- Klaus Marquardt (Violinist) (* 19??), deutscher Violinist
- Konrad Gottlieb Marquardt (1694–1749), deutscher Mathematiker, Philosoph und Hochschullehrer

### L
- Lutz Marquardt (* 1975), deutsches Model und Schauspieler

### M
- Mandy Marquardt (* 1991), deutsch-US-amerikanische Bahnradsportlerin
- Marina Marquardt (* 1947), deutsche Politikerin (CDU)
- Mark Marquardt (* 1978), deutscher Rapper und Songwriter, siehe Akte One
- Markus Marquardt (* 1970), deutscher Sänger (Bariton)
- Marlene Schnabel-Marquardt (* 1970), deutsche Künstlerin und Musikerin
- Matthew Marquardt (* 1997), US-amerikanischer Triathlet
- Matthias Marquardt (* 1977), deutscher Mediziner

### O
- Ole Marquardt (* 1948), dänischer Historiker
- Oliver Marquardt (* 1969), deutscher Techno-Musiker und DJ
- Otto Marquardt (1893–1944), deutscher Widerstandskämpfer
- Otto-Werner Marquardt (1944–2023), deutscher Agrarwissenschaftler, Verbandsfunktionär und Ehrenpräsident der Deutschen Gesellschaft für Züchtungskunde (DGfZ)

### P
- Pamela Marquardt (* 1993), deutsche Schauspielerin
- Paul Marquardt (1889–1960), deutsch-US-amerikanischer Filmmusikkomponist
- Peter Marquardt (1910–1997), deutscher Pharmakologe, Toxikologe und Hochschullehrer

### R
- Regine Marquardt (1949–2016), deutsche Theologin, Journalistin und Politikerin (SPD)
- Rolf Marquardt (* 1925), deutscher Augenarzt und Hochschullehrer
- Rudolf Marquardt (1903–?), deutscher Jurist und Richter

### S
- Sabine B. Marquardt (* 1960), deutsche römisch-katholische Theologin, Religionspädagogin, Evaluatorin von Schulen und Gymnasiallehrerin
- Sigrid Marquardt (1924–2016), Schauspielerin und Ensemblemitglied des Wiener Burgtheaters
- Suse Marquardt (* 1970), deutsche Casting-Direktorin
- Sven Marquardt (* 1962), deutscher Fotograf und bekannter Türsteher des Technoklubs Berghain
- Sven Marquardt (Handballspieler), deutscher Handballspieler

### T
- Thomas Marquardt (* 1957), deutscher Politiker
- Timm Moritz Marquardt (* 2002), deutscher Musicaldarsteller
- Tristan Marquardt (* 1987), deutscher Lyriker

### W
- Walter Marquardt (* 1945), deutscher Lehrer und Mundartautor
- Werner Marquardt (1922–2001), deutscher Politiker (SPD), MdB
- Werner Marquardt (Journalist) (1925–2005), deutscher Journalist
- Wilhelm Marquardt (Unternehmer) (1808–1886), deutscher Unternehmer, Hotelier in Stuttgart
- Wilhelm Marquardt (Heimatforscher) (1899–1994), deutscher Heimatforscher und plattdeutscher Mundartschriftsteller
- Willi Marquardt (1932–2017), Fußballspieler in der DDR
- Wolfgang Marquardt (* 1956), deutscher Verfahrenstechniker